# ファトマ・シェケルチ
ファトマ・シェケルチ（Fatma Şekerci、旧姓：ユルドゥルム、1990年1月3日 - ）は、トルコの女子バレーボール選手。ポジションはアウトサイドヒッター。トルコ代表。

## 来歴
- クラブチーム

メルスィン出身。2007年、エジザージュバシュへ入団。2009年にアメリカ合衆国のフロリダ州立大学へ進学。2011年のNCAA女子バレーボール選手権では3位に入った。2014/15シーズンからHalkbank Ankaraでプレーし2年間プレーした。2016/17シーズンはBursa BBSKへ移籍し、2017/18シーズンのトルコリーグで5位となった。2018/19シーズンはフェネルバフチェに移籍し、トルコリーグ3位、欧州チャンピオンズリーグで3位となった。2020/21シーズンは再びエジザージュバシュと契約し、2021/22シーズンのトルコリーグ、トルコカップで3位となった。2022/23シーズンからAydın Büyükşehir Belediyesporでプレーすることが発表され、チームの主将を務めている。
- 代表チーム

アンダーカテゴリーの代表として2007年、U-19世界選手権で銀メダルを獲得。2008年、ジュニアの欧州選手権で銅メダルを獲得した。2013年にシニア代表に初選出され、同年のヨーロッパリーグでデビューした。2016年、ワールドグランプリに出場した。2017年のワールドグランプリでは主将を務めた。2019年、代表復帰し同年の東京五輪大陸間予選に出場した。同年9月の欧州選手権では銀メダルを獲得した。2020年の東京五輪欧州大陸予選に出場した。
- 私生活

2021年8月、ビーチバレー選手のセルチュク・シェケルチと結婚した。

## 球歴
- 欧州選手権 - 2019年
- ネーションズリーグ - 2019年

## 所属クラブ
- エジザージュバシュ（2007-2008年）
- フロリダ州立大学（2009-2014年）
- Halkbank Ankara（2014-2016年）
- Bursa BBSK（2016-2018年）
- フェネルバフチェ（2018-2020年）
- エジザージュバシュ（2020-2022年）
- Aydın Büyükşehir Belediyespor（2022-）